# Daraba (ragoût)
Le ou la daraba est un ragoût traditionnel originaire du Tchad,. il est fait à base de gombo haché et de patate douce, de salade de légumes ( épinards, aubergines) de tomates, de cubes de bouillon. Comme dans les soupes et ragoûts traditionnels de nombreux pays africains, le beurre d'arachide est aussi utilisé. Le daraba n'est pas une sauce de gombo. Ici, le gombo est utilisé beaucoup plus comme un condiment que comme une sauce. Dans le daraba, le rôle du gombo est d'éviter que la sauce soit trop liquide et que cette gluance adhère et colle à son accompagnement. Ce qui est très utile lorsqu'on mange avec les mains. Facile à faire, la cuisson du daraba dure environ 30 à 40 minutes et peut être mangé  avec du riz blanc, du manioc bouilli, ou des plantains bouillis ,,,.

## Préparation
Pour faire le daraba, on coupe  le gombo en de très petits dés et ensuite on le met ensemble avec les légumes dans de l'eau bouillante. On attend jusqu’à ce que légumes et gombo soient cuits à point avant de mettre d'autres condiments tels que le sel, le beurre d'arachide, le bouillon, le piment. À la suite de cela, il faut laisser la sauce au feu environ 2 à 5 minutes avant de la servir,,,,,.    